# رامفورد (راد آیلند)
رامفورد (به انگلیسی: Rumford) یک منطقهٔ مسکونی تاریخی در ایالات متحده آمریکا است که در ایست پراویدنس، رود آیلند واقع شده‌است.